# Mordella leucopleura
Mordella leucopleura es una especie de coleóptero de la familia Mordellidae.

## Distribución geográfica
Habita en Nueva Guinea.